# NOS Journaal
Het NOS Journaal is een nieuwsprogramma van de NOS, dat wordt uitgezonden op Nederlandse publieke radio- en televisiezenders.
De televisie-uitzendingen vinden hoofdzakelijk plaats op NPO 1 en 2. Van maandag tot en met vrijdag worden er vanaf 6.30 uur elk half uur en na 10.00 uur tot 16.00 uur elk uur nieuwe uitzendingen gemaakt. 's Avonds zijn er alle dagen bulletins om 18.00 uur, 20.00 uur en rond middernacht. Ook verzorgt de redactie een nieuwsblok in Nieuwsuur. Sinds 2005 heten de NOS-bulletins op de radio ook NOS Journaal, voorheen ging dit onder de noemer NOS Radionieuws.

## Geschiedenis

### NTS-journaal

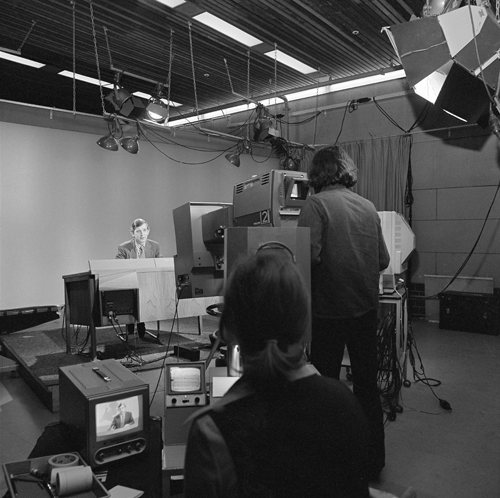
Een opname van het NOS Journaal in 1974. De nieuwslezer is Rien Huizing.

De Nederlandse Televisie Stichting (NTS) zond vanaf 5 januari 1956 driemaal per week het NTS-journaal uit, dat er was gekomen onder invloed van programmacommissaris Jan-Willem Rengelink. Het journaal stond onder toezicht van een journaalcommissie. De redactie onder leiding van Carel Enkelaar werd gevestigd in de villa Beerensteinerlaan 24 in de wijk Het Spiegel in Bussum. Dit omdat de uitzendlocatie Studio Vitus dichtbij was. Het maken van filmreportages werd uitbesteed aan Cinecentrum. Deze uitzendingen duurden vijftien minuten en kenden geen presentator. Wel was Coen van Hoewijk als verslaggever te zien. Vanaf 3 oktober 1957 werd Van Hoewijk de eerste nieuwslezer.
In de zomer van 1962 verhuisde de uitdijende journaalredactie naar de noodbarakken op het terrein achter de twee NTS-villa's aan de Emmastraat 51 en 53 in Hilversum. De eerste NTS-studio in Den Haag werd in 1965 geopend. Deze was gevestigd in het voormalige provinciehuis aan het Korte Voorhout 9. In 1965 volgde de eerste vrouwelijke presentator, Eugènie Herlaar. Later werd het aantal uitzendingen steeds verder uitgebreid. Vanaf 1 oktober 1966 werd het journaal uitgezonden vanuit studio Santbergen in Hilversum.

### NOS Journaal
De Nederlandse Omroep Stichting (NOS) ontstond in 1969, nadat de NTS en de Nederlandse Radio Unie (NRU) werden samengevoegd. Op 1 april 1970 werd begonnen met de presentatie in kleur vanuit de nieuwe Studio 5 op het Omroepkwartier.
Op 6 januari 1973 om 20.00 uur werd de autocue ingevoerd. Voor die tijd lazen de nieuwslezers het nieuws van papier.
Op 21 mei 1973 nam de journaalredactie definitief afscheid van de barakken aan de Emmastraat en vestigde zich in een dertig meter lang nieuwslokaal op het Omroepkwartier.
De ruim honderd medewerkers verhuisden in februari 1985 naar een permanent onderkomen, officieel het schakel- en presentatiecentrum van de NOS, maar werd al gauw het Videocentrum genoemd. Men kreeg er de beschikking over een hele verdieping met een studio die ze niet hoefden te delen met de andere omroepen. Voor de journaaldienst was 1000 vierkante meter gereserveerd. De destijds nieuwe Studio 7 met vijf journaal-sets, kreeg 170 vierkante meter toebedeeld.
Op 25 februari 1985 werd er dubbelpresentatie ingevoerd om de uitstraling van het journaal te verlevendigen. Aan het begin en het eind waren de twee presentatoren te zien, waarbij de ene presentator de aan- en afkondiging deed; voor de rest werd elk onderwerp door één nieuwslezer behandeld, waarbij ook één nieuwslezer in beeld was. Enige maanden later werd de dubbelpresentatie vanwege personeelsgebrek tijdens de zomervakantie alweer afgeschaft en daarna niet meer hervat omdat het zogenaamd niet aansloeg.
Op 2 oktober 1989 kreeg het NOS Journaal concurrentie van het Veronique Nieuws.
Tegen het einde van de jaren 90 is Studio 10 opgeleverd waar sindsdien de televisiejournaals overdag vandaan komen. 
Vanaf december 1999 kon de recentste uitzending van het NOS Journaal worden teruggekeken via internet op Omroep.nl. In 2003 kreeg het NOS Journaal een eigen website. In 2004 werd het digitale themakanaal NOS Journaal 24 (thans NPO Politiek en Nieuws) gelanceerd.
In 2004 werd het Videocentrum verbouwd voor de reorganisatie van de NOS. De radio- en televisieredacties bevonden toen nog als separate "eilandjes" in het Hoofdgebouw. De aparte redacties van de verschillende media verhuisden in 2005 en 2006 naar het Videocentrum en werden samengevoegd.
De huidige grafische vormgeving dateert uit 2012. Studio 8 is in het najaar van 2016 voor het laatst verbouwd. Opvallende veranderingen in 2012 waren dat de camera nu meer door de studio ging bewegen en in plaats van dat de presentator enkel zittend het nieuws voorlas, was hij nu grotendeels of helemaal in beeld. De bedoeling hiervan was volgens NOS het journaal meer uitstraling te geven en het nieuws op een rechtstreeksere manier te brengen.
Op de vloer van de nieuwsredactie is een radiostudio van NPO Radio 1 gevestigd, maar door de wens van de NPO om radiofaciliteiten van alle publieke radiostations onder één dak te brengen is deze in 2017 verhuisd naar het NPO Radiohuis tot onvrede van de NOS.

## Redactie en studio's

### Hilversum
De redacties van alle nieuwsprogramma's van de NOS werken samen onder de naam NOS Nieuws en verzorgt de nieuwsberichten op alle multimediale platformen. Het bevindt zich op de derde verdieping in het NOS-gebouw op het Media Park. De radioprogramma's maken sinds 2017 gebruik van de radiostudio's in het NPO Radiohuis. Voor de televisiejournaals wordt gebruikgemaakt van Studio 8 en Studio 10.

### Den Haag
De Haagse redactie waar politiekredacteuren werkzaam zijn, zit tegenover het Binnenhof. Hier is ook een volledig uitgeruste radio-, televisiestudio en MCR aanwezig, ook wel het Haags Media Centrum (HMC) genoemd. Vanuit deze studio's wordt het politieke nieuws en het wekelijks gesprek met de minister-president uitgezonden. Op een balkon van dit gebouw is ruimte voor rechtstreekse gesprekken met de studio's in Hilversum, met de Haagse skyline als achtergrond.
In het gebouw van de Tweede Kamer bevindt zich een vereenvoudigde televisieregie van de NOS die de debatten in de Tweede Kamer registreert.

## Medewerkers
Voor het journaal werken er voornamelijk journalisten en redacteuren. De technici en cameramensen voor de vormgeving, beeldbewerking, studio's, verbindingen en uitzendtechniek worden ingehuurd. Beeldbepalende nieuwslezers uit het verleden zijn onder anderen Marga van Arnhem, Gerard Arninkhof, Noraly Beyer, Sacha de Boer, Eef Brouwers, Pia Dijkstra, Fred Emmer, Philip Freriks, Eugènie Herlaar, Rien Huizing, Astrid Kersseboom, Noortje van Oostveen, Harmen Siezen, Henny Stoel, Frits Thors, Gijs Wanders, Maartje van Weegen, Rik van de Westelaken, Herman van der Zandt en Joop van Zijl.
Anno 2025 presenteren onder andere Winfried Baijens, Afke Boven, Iris de Graaf, Saïda Maggé, Jeroen Tjepkema, Mark Visser, Simone Weimans, Jeroen Overbeek en Rob Trip de journaals. De presentatie van het achtuurjournaal wordt van zondag tot en met vrijdag in even weken gedaan door Trip, en in oneven weken door Steenhuizen. Verslaggevers en correspondenten van het NOS Journaal zĳn onder andere Eva Wiessing, Gerri Eickhof, Youssef Abjij, Charlotte Waaijers, Marieke de Vries, Simone Tukker en Sjoerd den Daas.

## Uitzendingen

### Radio
De nieuwsbulletins op de publieke radio begonnen op 1 oktober 1925 onder de vlag van persbureau Vaz Dias en vanaf 1937 werd dit verzorgd door de Radionieuwsdienst ANP. Sinds 1995 worden de bulletins op de publieke radiozenders gemaakt en uitgezonden door de NOS. Op 17 december 2005 werd de naam NOS Radionieuws veranderd in NOS Journaal. Overdag zijn er aparte nieuwsuitzendingen voor NPO Radio 2 en op NPO Radio 5, toegesneden op de doelgroep van de zender.
Op NPO 3FM worden de nieuwsbulletins tussen 6.00 en 23.00 uur (tot januari 2016 tot 19.00 uur) verzorgd door NOS op 3. Op de overige uren is het NOS Journaal te horen. Daarnaast verzorgt de NOS ieder uur de radiobulletins voor NPO Radio 4, alle regionale publieke zenders en veel lokale omroepen. In de avond- en nacht zijn die specifieke bulletins ook te horen op de andere landelijke radiozenders.
Op NPO Radio 1 is op werkdagen van 6.00 tot 9.30 uur en op zaterdag van 7.00 tot 8.30 uur het NOS Radio 1 Journaal te beluisteren. Daarnaast verzorgt de NOS samen met de NTR op dezelfde zender op werkdagen van 17.00 tot 18.30 uur het programma Nieuws en Co.
De nieuwsbulletins op de landelijke radiozenders en de meeste regionale zenders zijn vrijwel altijd live. Voor lokale omroepen wordt hetzelfde bulletin enkele minuten voor het hele uur opgenomen. Soms kiezen ook landelijke en regionale zenders voor dit eerder opgenomen bulletin, om bijvoorbeeld goed uit te komen met de muziek.

### Televisie

#### Overdag
Lange tijd waren er overdag geen uitzendingen tenzij daar aanleiding toe was. Voordat de programmeringen van Nederland 1 en Nederland 2 in 1983 met elkaar werden verwisseld, was er op zaterdagmiddag om 15.30 op Nederland 1 nog wel een korte uitzending van 2 minuten in zwart-wit te zien, met alleen een nieuwslezer met een kaal decor en stilstaande beelden (ook voor de begin- en eindleader). De nieuwslezer las deze uitzending voor een automatische camera vanaf de presentatieplek van de tv-omroepers in studio Concordia in Bussum, zodat de studioploeg van het omroepkwartier in Hilversum niet apart ingezet hoefde te worden voor zo'n kort nieuwsoverzicht overdag. Op zondagmiddag om 15.30 werd er op Nederland 2 een korte uitzending van 5 minuten uitgezonden, maar dan volledig in kleur en in de gebruikelijke vormgeving.
In 1984 werd in de middag het halfzesjournaal geïntroduceerd. Presentatrice Maartje van Weegen zat achter een ronde tafel, waar gasten konden aanschuiven om door haar geïnterviewd te worden. In het weekend was er ook een halfzesjournaal, maar dit was een kort bulletin in het reguliere decor en met een andere presentator.
In 1987 en 1988 werd er op zondag een weekjournaal uitgezonden, waarin het nieuws van de afgelopen week werd doorgenomen. Het waren aaneengesloten beelden van dag tot dag en er was geen presentator voor dit journaal.
In het najaar van 1991 verdween het halfzesjournaal en werd het nieuws van 16.00 uur geïntroduceerd. Eind augustus 1993 begon de publieke omroep met dagtelevisie. De NOS zond nu ook journaals uit om 7.00, 8.00, 9.00 en 13.00 uur.
In 2004 werd het aantal uitzendingen op werkdagen verder uitgebreid. Van 7.00 tot 9.00 uur was er voortaan op het hele en halve uur een nieuwe uitzending op Nederland 1 (later NPO 1). In de weken dat er geen ontbijtprogramma werd uitgezonden, werden deze uitzendingen doorlopend herhaald. Deze journaaluitzendingen werden gelijktijdig uitgezonden op NPO 2 met een gebarentolk. Van 9.00 tot 17.00 uur was er nu ieder uur een uitzending op NPO 1 of NPO 2. De meeste journaals werden op NPO 1 of NPO 2 herhaald tot het volgende nieuwe journaal. Vanaf 27 augustus 2012 werd het eerste journaal om 6.30 uur uitgezonden.
In de ochtendbulletins was een mix te zien van het laatste nieuws, het nieuws van de vorige avond, sportnieuws en het weer. Tot en met 10.00 uur was de rubriek Verder Vandaag te zien, met kort nieuws zonder beeld. Vanaf 10.00 uur werden de reportages langer en er was soms plaats voor een gesprek met een verslaggever. Om 12.00 en 15.00 uur was er vanaf 15 februari 2016 een langer bulletin met regionieuws, gepresenteerd door presentatoren met ervaring in de regio. Om 13.00 uur is er een langer bulletin met een sportblok dat wordt gepresenteerd door een presentator van NOS Sport.
Op zaterdag wordt tot op heden het eerste journaal om 13.00 uur uitgezonden en op zondag om 12.00 uur. Er is dan geen sportnieuws. Verder is er in het weekend om 17.00 uur een kort bulletin.
Sinds 9 september 2024 zendt de NOS op werkdagen om 17.00 uur geen regulier journaal uit, maar het NOS Journaal in Makkelijke Taal.

#### Avond
Het achtuurjournaal is het belangrijkste en tevens langst bestaande bulletin en duurt circa 25 minuten, op zaterdag circa 20 minuten en op zondag 15 tot 20 minuten. De onderwerpen zijn langer, diepgaander en uitgebreider dan in het zesuurjournaal. Het journaal wordt afgesloten met een uitgebreid weerbericht. Van 1964 t/m 1976 was dit bulletin gelijktijdig te zien op Nederland 1 en 2, van 1976 t/m 1983 alleen op Nederland 2 en van 1988 t/m 1991 op Nederland 2. De overige jaren was het alleen te zien op Nederland 1 (later NPO 1) en dat is anno 2024 nog steeds het geval. In de tijd dat het bulletin niet op Nederland 1 werd uitgezonden was er op die zender een kort journaal om 19.00 uur. Tussen 1988 en 1996 was het achtuurjournaal ook gelijktijdig op Nederland 3 te zien, eerst doordeweeks en later alleen nog maar op zondag. Tijdens grote sportevenementen, zoals het EK, het WK of de Olympische Spelen worden alle NOS Journaals op NPO 2 uitgezonden om plaats te maken voor de verslaggeving van deze evenementen. Soms blijft het achtuurjournaal wel op NPO 1 en wijkt het evenement op dat moment uit naar een andere zender, bijvoorbeeld NPO 3. Dit gebeurde bijvoorbeeld tijdens de Olympische Spelen van 2024. Daarnaast worden ook tijdens de uitzending van het evenement zelf korte nieuwsbulletins uitgezonden. Hiervoor zit dan in de studio van het evenement een nieuwslezer.
Daarnaast worden er al vanaf 1963 journaals op de late avond uitgezonden. Het journaal van 22.00 uur (1983 t/m 1989 22.30 uur en in 1990 23.00 uur) bestaat sinds 6 september 2010 niet meer. Wel zit er sindsdien een nieuwsblok in het programma Nieuwsuur en dit blok wordt gepresenteerd door een nieuwslezer van de NOS. Ook rond middernacht wordt al sinds de jaren zestig een kort journaal uitgezonden.
In het najaar van 1991 werd het zesuurjournaal geïntroduceerd. Dit bulletin duurt 15 minuten. Het nieuws wordt op een iets hoger tempo gebracht dan in het achtuurjournaal en soms worden de berichten ingeleid met wat achtergrondinformatie. In het verleden waren de verschillen met het achtuurjournaal kleiner. De uitzending wordt afgesloten met een uitgebreid weerbericht.
Bij groot nieuws zijn de journaals vaak langer en/of worden er extra journaals uitgezonden. Ook kan het dan voorkomen dat op NPO 1 alleen nog maar nieuws wordt uitgezonden en andere programma's moeten wijken. Bij deze uitzendingen worden dan tevens extra updates gegeven via een ticker tape die onder in beeld verschijnt.

## Vormgeving

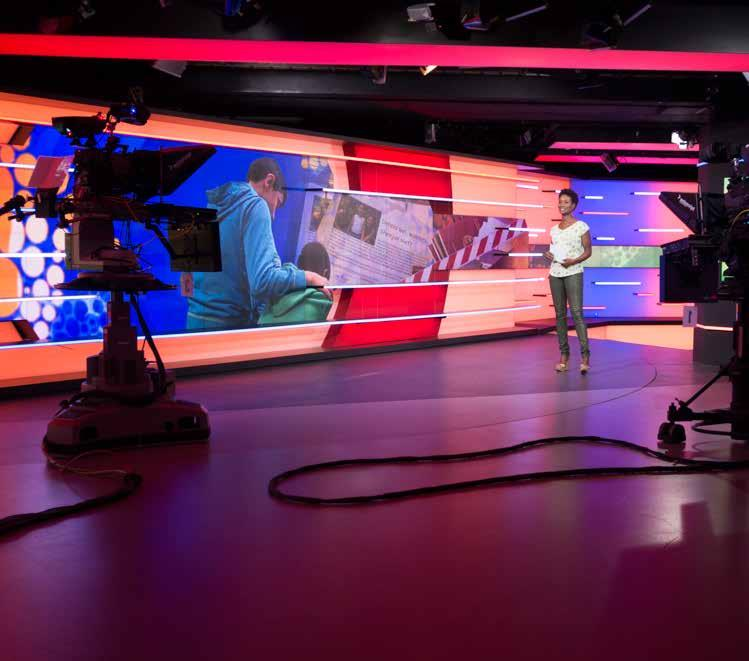
Het decor van het NOS Journaal van 2012 tot 2017, hier in de kleuren van het NOS Jeugdjournaal.

De vormgeving van het journaal is diverse malen gewijzigd. De eerste leader voor het NTS-Journaal was al meteen controversieel, omdat daarin dames met korte rokjes en op de achtergrond heren in maillots te zien waren. De NCRV maakte hier bezwaar tegen en zodoende verdween dit fragment uit de leader.
De leaders worden vergezeld door een gong. Van 1988 t/m 1995 zat er geen gong in de tunes. Componist Stephen Emmer gebruikte voor de tune die van 1995 t/m 2001 was te horen exact dezelfde gong als die uit 1956. Na lang speurwerk vond hij de gong in het tropenmuseum, waar deze onderdeel was van de niet uitgestalde collectie. Omdat er een klein scheurtje in zat moest het geluid worden nabewerkt.
Vanaf 6 september 1988 verschilden de leaders, dat wil zeggen de arrangementen, ook per journaal. Zo was duidelijker te zien of het hier om bijvoorbeeld het achtuurjournaal of het halfelfjournaal ging. De leader die van 6 september 1988 t/m 31 december 1994 gebruikt werd gaf dit als eerst goed weer. De gekleurde rechthoeken gaven de tijdstippen van het Journaal weer: geel werd gebruikt voor het journaal van 16.00 uur (t/m 1991 17.30 uur en vanaf augustus 1993 ook voor de ochtendjournaals en 13.00 uur), groen voor het journaal van 18.00 uur (t/m 1991 19.00 uur), blauw voor het journaal van 20.00 uur, paars voor het journaal van 22.00 uur (t/m 1989 22.30 uur en in 1990 23.00 uur), rood voor het late journaal (ook voor het extra journaal), grijs voor het weekjournaal en alle balken kleuren voor het Jeugdjournaal.
Op 1 januari 1995 werd de methode overgeheveld naar de nieuwe leaders. De vele cirkels in de vorm van een gong met de aarde in het midden om de dag weer te geven. Ook was er een symbool dat bij soortgelijke leaders in de NOS vormgeving anders was, voor het Journaal was dit een windroos, voor Jeugdjournaal was dit een zon en voor NOS Actueel was dit een klok met een oog op de achtergrond. De leader was blauw voor het ochtendjournaal, geel voor het middagjournaal, oranje bij het journaal van 18.00 uur (ook bij de extra journaal), rood bij het achtuurjournaal, paars bij het tienuurjournaal en daarna weer blauw voor het late journaal. Ook het NOS Jeugdjournaal had een andere leader, de kleuren van de cirkels varieerden tussen rood en geel en de aarde was vervangen door een doorzichtige knikker met de werelddelen erop getekend. Verder was er een aparte leader voor het weer; de kleuren van de cirkels waren vooral wit. Ook deze leader was te zien na het achtuurjournaal, als tegenhanger van het uitgebreide weerbericht dat op RTL 4 na het nieuws van 19.30 uur te zien was.
Op 8 januari 2001 werd de vormgeving opnieuw vernieuwd. Een aantal elementen uit het vorige pakket werd behouden. Zo stond de wereldbol nog steeds centraal, maar de verschillende kleuren werden niet gehandhaafd; alle leaders waren blauw met kleine verschillen: blauw en wit voor de ochtend- en middagjournaals en het 18.00 uur journaal, volledig blauw voor het 20.00 uur journaal en blauw en paars voor het 22.00 uur en late journaal. Er was ook een gele leader voor de ochtendjournaals in de zomer.
Op 17 december 2005 kreeg het NOS Journaal een nieuwe vormgeving, ontworpen door het Britse bureau Lambie-Nairn. De logo's, leaders en decors van de NOS-programma's gingen sterk op elkaar lijken om de herkenbaarheid te versterken. De NOS kreeg daarnaast een nieuw logo. In het NOS-logo is de O rood gemaakt en de rode o komt terug in de leaders en in de decors als rode ronde tafel. Alle programma's van de NOS kregen de toevoeging 'NOS' voor de programmanaam. Het NOS Radionieuws wijzigde in NOS Journaal. Ook het nieuwsgedeelte van NOS Teletekst heet sindsdien NOS Journaal.
Op 27 mei 2012 werd de huisstijl weer vernieuwd. Qua kleurgebruik lijkt de stijl op die van 2005. Een opvallende verandering was dat de presentatoren in het decor staand en lopend presenteren. Een groot deel van het decor bestaat uit beeldschermen waarop stilstaande beelden uit het nieuws te zien zijn. Ook de leaders, tunes en decors van de andere NOS-programma's kregen een nieuwe stijl.
Op 2 december 2016 veranderde de huisstijl, en voornamelijk de studio's, opnieuw. De studio van het zes- en achtuurjournaal wordt nu gedeeld met nieuwsuur. De ronde studio bestaat uit grote ronde schermen die bijna de hele studio bedekken. Hierdoor kan ook makkelijk gewisseld worden tussen het NOS Journaal, Nieuwsuur en het NOS Jeugdjournaal.

## Bijzonderheden

### Stakingen
Op 29 en 30 november 1961 was er vanwege een staking van het NTS-personeel geen uitzending van het NTS-journaal. Op 2 mei 1977 ging het NOS Journaal niet door vanwege een staking door NOS-geluidstechnici. Op 17 april 1985 werd er geen NOS Journaal uitgezonden vanwege een omroepstaking.

### Incidenten
De NOS gebruikte in een uitzending van 8 september 2014 beelden van een gesprek tussen de Russische president Poetin en de BBC-journalist John Sweeney, maar knipte de uitgebreide reactie van de president eruit. Vervolgens ziet de kijker Poetin weglopen alsof hij de BBC-journalist volledig negeert. De voice-over zegt vervolgens: ‘President Poetin heeft altijd elke betrokkenheid ontkend bij de strijd van de pro-Russische separatisten in Oost-Oekraïne. Als de BBC-verslaggever Poetin daar een vraag over wil stellen, wordt hij zo goed als genegeerd’. Volgens weblog GeenStijl was hier sprake van manipulatie van de beelden. Marcel Gelauff, hoofdredacteur van het NOS Journaal, gaf later aan dat het niet handig was om te spreken over zo goed als negeren; Poetin gaat immers wel het gesprek aan. Echter negeerde de Russische president de kern van de vraag en sprak hij alleen in algemeenheden over Oekraïne.

### Gijzeling
Op 29 januari 2015 werd er geen achtuurjournaal uitgezonden, omdat een gewapende indringer zendtijd eiste.

### Jubilea
Op 5 januari 2006 vierde het Journaal zijn 50-jarig bestaan. De bulletins overdag werden bij die gelegenheid gelezen door oud-nieuwslezers. De NOS zond die dag ook de documentaire Het schitterende scherm over 50 jaar het Journaal uit, gemaakt door Pieter Fleury. Er verscheen ook een boek: "Het Journaal - 50 Jaar Achter De Schermen Van Het Nieuws" van Ad van Liempt.
Op 5 januari 2016 vierde het Journaal zijn 60-jarig bestaan. Ook toen werden de journaals weer gelezen door oud-nieuwslezers. Op NPO 2 interviewde Dionne Stax enkele van haar voorgangers bij Villa NOStalgia.